# Гордубал (фильм)
«Гордубал» (чеш. Hordubal) — чехословацкий художественный фильм, драма 1979 года. Экранизация одноимённого романа Карела Чапека 1933 года.

## Сюжет
Заработав немало денег в США, Юрай Гордубал возвращается домой в Карпаты, но жена Поляна не рада мужу — все село судачит о её связи с молодым работником Степаном. Чтобы избежать позора, Гордубал обручает Степана со своей несовершеннолетней дочерью Хафией. Вскоре после этого Гордубала неожиданно находят убитым… Кто совершил преступление? За расследование берутся двое жандармов — опытный «прагматик» Гельнай и молодой «романтик» Бигл.

## В ролях
- Анатолий Кузнецов — Юрай Гордубал,
- Либуше Гепртова — Поляна,
- Шандор Остер — Степан,
- Клара Поллертова — Хафия,
- Кароль Л. Захар,
- Юлиус Вашек,
- Эмиль Хорват,
- Вера Хладка-Ваврова,
- Ян Вавра и др.